# Landersheim
Landersheim é uma comuna francesa na região administrativa de Grande Leste, no departamento Baixo Reno. Estende-se por uma área de 2,13 km². Em 2010 a comuna tinha 197 habitantes (densidade: 92,5 hab./km²).